# 비너스의 탄생 (프라고나르)
《비너스의 탄생》(프랑스어: La Naissance de Vénus)은 1753년과 1755년 사이에 제작된 프랑스의 로코코 화가 장오노레 프라고나르의 유화 작품이다. 현재 마르세유의 그로베-라바디에 박물관에서 소장 중이다.
이 그림의 스케치는 미국 스미스 칼리지 미술관에 소장되어 있다. 프라고나르는 스케치에서 캔버스로 옮기기 전에 작품 구상을 위해 붉은 분필과 다른 매체를 혼합하여 사용했다. 비너스의 탄생과 그 스케치는 프라고나르가 이상적인 작품을 완성하기 위해 장면의 방향을 바꾸고 인물의 위치를 바꾸는 습관을 보여주는 예이다.